# ديرك ماركوس
ديرك ماركوس (بالألمانية: Dirk Markus)‏ هو رائد أعمال ألماني، ولد في 17 يناير 1971 في ريغنسبورغ في ألمانيا.